# 大话西游之爱你一万年
《大话西游之爱你一万年》（英語：A Chinese Odyssey:Love You a Million Years），2017年中国古装剧。2016年7月至11月拍攝，由黄子韬、赵艺、尹正、刘天佐、溫心、杜若溪领衔主演，于2017年9月28日在爱奇艺、乐视视频、腾讯视频、芒果TV播出。本剧在国家广播电影电视总局电视剧管理司中，直接用《爱你一万年》之名备案。

## 演员列表

### 主要演员
| 演員   | 角色                              | 簡介 |
| 黄子韬 | 至尊宝/孫悟空                     | 500年前自封齊天大聖，鍾情紫霞仙子，也是唯一能拔出紫青寶劍者，大鬧天宮後原本應被如來壓在五行山下，但被金蟬子救下，金蟬子要求要把他帶下凡取經，但500年後因玉帝無心之過而轉世成為至尊寶，自命不凡的他最害怕唐僧的緊箍咒。使用法器為如意金箍棒，絕招為七十二變。                                                                               |
| 尹正   | 唐三藏/金蟬子                     | 不管是在人間或是在天庭或西天，只要一張嘴就語不驚人死不休，曾經有過用說的就可以把最有智慧的老猴說死和把破鏡說圓的紀錄，外表看似很弱，其實只要開口任何妖怪馬上會受不了，是悟空留在身邊討厭，沒了又掛念的存在。使用法器為九環錫杖，絕招是碎碎念外加緊箍咒。為了救犯天條的悟空，甘願將自己的性命獻舍，靈魂被玉帝收回並投放入春三十娘的肚子裡。 |
| 刘天佐 | 朱八二当家/天蓬元帥/豬八戒/狀元郎 | 鍾情嫦娥，為愛可以做任何事，即便是偷盜月光寶盒也在所不惜，因思凡再加上偷盜之罪而被貶下凡，投胎為斧頭幫二當家朱八，與至尊寶不合，遭到春三十娘施法而成為她忠實的走狗，但其實兩人是真心相愛的，後成為唐僧的二弟子，使用法器為九尺釘耙，絕招是三十六變。                                                                                       |
| 赵艺   | 紫霞仙子/丁小默/盤絲大仙          | 為了要找出真心人是誰而決定接受三大難題考驗，孫悟空一一與她一起完成，但在清明湖等待不果，於是帶著紫青寶劍下凡去找真心人孫悟空，誰知等來的卻是同樣能拔出寶劍的至尊寶。與青霞共用一副肉身，但自己不知道。 |
| 杜若溪 | 春三十娘/蜘蛛精/狀元夫人          | 與至尊寶、朱八都有感情線，白晶晶的師姐，因為六耳獼猴的關係而使得師姊妹二人反目。 |
| 溫心   | 青霞仙子                          | 紫霞孿生姐姐，個性較為潑辣，對六耳獼猴有好感。與紫霞共用一副肉身，自己本身知道，因此一直尋找想把自己分離出肉身的方法。 |

### 其他演员
| 演員   | 角色            | 簡介 |
| 王沛然 | 白晶晶          | 原形是一具白骨，春三十娘的師妹，與至尊寶有感情線，與春三十娘一樣視唐僧為恩人 |
| 叶浏   | 刘沙三当家/沙僧 | 前世為捲簾大將，話不多但腳踏實地，十足的表情包存在，唐僧的三徒弟，使用法器為月牙鏟。 |
| 楊钧承 | 牛魔王          | 鐵扇公主的丈夫，卻喜歡到處採花惹下一屁股風流債，和六耳獼猴結拜為兄弟，有一妹妹牛香香。 |
| 吴大维 | 菩提老祖        | 不知是得罪了誰，頂著一顆老老實實的葡萄頭，因為玉帝的無心之過導致縱然他慈悲為懷又充滿智慧，卻總是非常倒楣。 |
| 黄征   | 玉皇大帝        | 天庭最高統治者，看似穩重大器的他卻總是不小心犯錯，無心將霉氣多加到了菩提老祖身上，又一不小心在送悟空和金蟬子投胎時在天書上多畫了一點，導致悟空投錯胎，因此將六耳獼猴充當孫悟空混進去。 |
| 薛佳凝 | 觀音大士        | 居於紫竹林，掌管能使時光倒流的月光寶盒，只要一句般若波羅蜜便可使人回到過去或去到未來，卻被嫦娥盜走又無意間跑到紫霞手中。 |
| 楊司晨 | 觀音童子        | |
| 龔蓓苾 | 鐵扇公主        | 牛魔王之妻，又號鐵扇仙，使用法器為芭蕉扇，一搧就能把人搧到幾千里之外。 |
| 米露   | 嫦娥仙子        | 為了想彌補釀製仙酒的過失而決定盜取月光寶盒，卻間接導致天蓬元帥為了保護她而被貶下凡。 |
| 方安娜 | 牛香香          | 牛魔王的妹妹 |
| 石修   | 如來佛祖        | 金蟬子之師父，西天最高統治者，與悟空打過賭，但終究是他更勝一籌，對於金蟬子的碎念神功也無可奈何。 |
| 夏雨   | 說書人          | |
| 胡耘豪 | 二郎神          | 受玉帝之命帶領天兵天將捉拿孫悟空 |
| 蒋龍   | 六耳猕猴        | 鍾情青霞仙子，因為玉帝的無心之過而不得不假裝孫悟空去跟唐僧取經，原以為是如同公費旅遊般有粉絲擁護或者美女相伴，但誰知這一去竟是他揮之不去的噩夢，同樣也對唐僧的神神叨叨感到厭煩。自封情癲大聖，同時通吃青霞、春三十娘與白晶晶還有鐵扇公主與香香的豆腐，也因為如此而使五百年後的真正孫悟空至尊寶替他背了不少風流黑鍋，與牛魔王結拜為兄弟。並與香香有婚約，但本人表示根本不想要。 |
| 趙小天 | 小綠/蟾蜍精     | 喜歡唱唐僧教她的歌，對音樂癡迷，此後便跟隨在唐僧身邊修行，不過卻為了救唐僧而犧牲。 |
| 趙婉婷 | 執扇仙子        | |
| 杜相   | 蜈蚣精          | 什麼都賣的雜貨店老闆，但本身是個奸商，一件貨物要價比市場上的還要貴上好幾倍。 |
| 侯佩杉 | 彩石精靈        | |
| 管軒   | 黑山老妖        | 紫霞的比武招親挑戰者，會打永春、說相聲和唱一生所愛，但被時而熱情時而暴力的紫霞折磨的苦不堪言。 |
| 方慧   | 白水老妖        | 黑山老妖的哥哥 |
| 杜洋   | 瘋牛            | |
| 殷梁   | 傻牛            | |
| 朱江   | 冥域首領        | |
| 邢菲   | 天心            | |
| 晏紫東 | 徐天乾          | 春三十娘之前情人，釀酒天才，教會三十娘釀酒與識字 |

## 電視劇歌曲
| 曲序 | 曲目                           |                | 作曲           | 演唱者         |
| ---- | ------------------------------ | -------------- | -------------- | -------------- |
| 1.   | 《行者》（片头曲）             | 李扬           | 和汇慧、范炜   | 蒋龙           |
| 2.   | 《一生所爱》（粤语）（片尾曲） | 唐书琛         | 卢冠廷         | 尹正           |
| 3.   | 《一生所爱》（国语）（插曲）   | 唐书琛         | 卢冠廷         | 吉克隽逸       |
| 4.   | 《自命不凡》（插曲）           | 和汇慧、李扬   | 和汇慧、王梓同 | 和汇慧、王梓同 |
| 5.   | 《幸福在梦中》（插曲）         | 王侠           | 王侠           | 赵艺           |
| 6.   | 《独白》（插曲）               | 廖羽           | 和汇慧、王梓同 | 杜若溪         |
| 7.   | 《空》（插曲）                 | 和汇慧、王梓同 | 和汇慧、王梓同 | 刘天佐         |
| 8.   | 《天上一只猴》（插曲）         | 王侠           | 王侠           | 蒋龙           |
| 9.   | 《让你吵》（插曲）             | 王侠           | 王侠           | 王侠           |
| 10.  | 《初心》（插曲）               | 崔恕           | 杨蔺           | 崔子格         |